# Nemadactylus macropterus
Nemadactylus macropterus är en fiskart som först beskrevs av Forster, 1801.  Nemadactylus macropterus ingår i släktet Nemadactylus och familjen Cheilodactylidae. Inga underarter finns listade i Catalogue of Life.